# Anita Garibaldi (Santa Catarina)
Pour les articles homonymes, voir Anita Garibaldi (homonymie).
Anita Garibaldi est une ville brésilienne de l'intérieur de l'État de Santa Catarina.

## Généralités
Le nom de la ville est un hommage à Anita Garibaldi, native de Laguna, sur le littoral de l'État de Santa Catarina, surnommée l'héroïne des deux mondes.

## Géographie
Anita Garibaldi se situe par 27° 41′ 20″ de latitude sud et par 51° 07′ 48″ de longitude ouest, à une altitude de 885 mètres.
Sa population était de 8 627 habitants au recensement de 2010. La municipalité s'étend sur 589 km2.
La ville se situe à 315 km à l'ouest de la capitale de l'État, Florianópolis. Elle fait partie de la microrégion de Campos de Lages, dans la mésoregion Serrana de Santa Catarina.
Le climat de la municipalité est tempéré humide, avec une température moyenne annuelle de 16 °C.
La dense forêt d'araucarias qui couvre le territoire de la municipalité lui vaut le titre de « capitale du pin » (capital do pinheiro en portugais).
L'IDH de la ville était de 0,750 en 2000 (PNUD).

## Histoire
Au début du XIXe siècle, la région est un lieu de passage pour les tropeiros du Rio Grande do Sul et de São Paulo, qui y troquent des chevaux avec les premiers habitants des lieux.
Vers 1900, les premières familles italiennes s'installent dans la région et déboisent pour se consacrer à l'agriculture, bientôt suivies par des immigrants d'origine allemande. En 1905, le premier commerce et une école sont construits dans la localité.
Anita Garibaldi passe dans la région en 1842. La bravoure de la combattante lui vaut la sympathie de la population locale qui donne son nom au district lors de sa création en 1929.
En 1961, elle acquiert son indépendance de Lages et devient une municipalité indépendante.
Enfin, en 1989, le district de Cerro Negro est démembré de la municipalité d'Anita Garibaldi et devient indépendant,,.

## Économie
L'économie de la municipalité est basée sur l'agriculture et l'élevage, parmi lesquels la culture du maïs, du haricot, du blé, du riz et du tabac, ainsi que la production de fruits, de miel et l'élevage de bœufs.
La ville comporte également quelques industries liées à l'exploitation de ses ressources forestières. Elle se prépare enfin à accueillir deux nouvelles usines hydro-électriques: à Barra Grande, sur le rio Pelotas, et à Campos Novos, sur le Rio Canoas.

## Culture
Les principales fêtes qui sont célébrées dans la ville sont les suivantes  :
- le 17 juillet, l'anniversaire de la municipalité;
- en octobre, la fête du jabuticaba;
- le 4 décembre, la fête de Sainte Barbara, patronne de la municipalité.

## Administration
La municipalité est constituée de deux districts :
- Anita Garibaldi (siège du pouvoir municipal)
- Lagoa da Estiva

## Villes voisines
Anita Garibaldi est voisine des municipalités (municípios) suivantes :
- Celso Ramos
- Campos Novos
- Abdon Batista
- Cerro Negro
- Esmeralda dans l'État du Rio Grande do Sul